# Werner Killmaier
Werner Killmaier (Ebingen, 21 de abril de 1955) es un exfutbolista alemán. Jugó 31 partidos en la Bundesliga alemana y marcó seis goles. También participó en la 2. Bundesliga donde jugó 269 partidos y marcó 85 goles.

## Equipos
- 1974-1977 FC Augsburg
- 1977-1979 FSV Frankfurt
- 1979-1980 ESV Ingolstadt
- 1980-1984 Hertha BSC

- Datos: Q2561721